# Politická práva ve Švýcarsku
Švýcarsko je jednou z mála zemí vysoké politické spoluúčasti (participace občanů), kde občané mají ústavou zaručená dalekosáhlá politická práva na všech úrovních (místní, regionální, zemské, federální i mezinárodní) a v téměř všech záležitostech (i daňových, finančních). Důvodem je dlouholetá demokratická tradice (zejména od druhé poloviny 19. století), decentrální ale na všech úrovních spolupracující stát, federální uspořádání založené na poměrně malých geografických jednotkách (obcích, kantonech), vycházející z občana jako suveréna, s kompetencemi a rozhodováním tam kde jsou na místě a o všech záležitostech, ale v neposlední řadě i vysoká úroveň vzdělání a medií hrají rozhodující roli pro fungování této formy státu.

## Přehled a charakteristika jednotlivých práv
K politickým právům na spolkové úrovni patří aktivní volební právo ve volbách do Parlamentu (Národní a Stavovská rada), pasivní volební právo do Národní rady, Spolkové rady a Spolkového soudu. Dále právo hlasovat v referendech (fakultativních a obligátních) a právo podepisovat a podávat (závazné) lidové iniciativy, podněty k vyvolání (fakultativních) referend a kandidatury do Národní rady. Referenda a iniciativy, zaručená Spolkovou ústavou (články 136–142, Politická práva občanů a kantonů (stavů), jsou základem přímé demokracie.
Kantony a obce znají další politická práva – jako (přímé) volby exekutivy, Stavovských (kantonálních) radů (do Stavovské rady Spolkového parlamentu), (některých, vyšších) soudců a úředníků, (fakultativní a obligátní) referenda ve finančnich záležitostech, zákonnou iniciativu, právo na odvolání reprezentantů (exekutiva, parlament) a další.

### Právo hlasovat a volit
Osoby oprávněné se zúčastnit voleb mají také právo uplatnit svůj hlas v lidových hlasováních. Tyto osoby jsou všichni občané žijící doma nebo v zahraničí od osmnácti let, kteří nejsou zneschopněni duševní nemocí nebo duševní slabostí.
—Přehled politických práv ve Federaci

### Volby
Všichni dospělí švýcarští občané, od věku 18 let, mají jak „aktivní“ tak „pasivní“ volební právo do Národní rady (Poslanecké sněmovny parlamentu, pozn. překl.): jinak řečeno, mohou jak volit tak i kandidovat do voleb. Jenom zaměstnanci federální správy se musí rozhodnout mezi svou profesí a svou funkcí, pokud zvoleni.
Volby do Rady států (zastoupení kantonů v parlamentu, pozn. překl.) nejsou upravovány ustanoveními na federální úrovni, ale jsou řízeny ustanoveními jednotlivých kantonů.
—Přehled politických práv ve Federaci

### Lidové hlasování
Povinné je referendum o všech doplňcích a úpravách ústavy, dále o členství v některých mezinárodních organizacích. V těchto případech musí být provedeno hlasování a pro přijetí je nutná dvojitá většina: zaprvé, většina lidu, kterou je většina platných hlasů odevzdaných v celé zemi (konfederaci, pozn. překl.), a zadruhé většina států, tedy kantonů v nichž voliči přijali návrh.
Změny ve stávajících nebo zavedení nových zákonů, jako i obdobná rozhodnutí parlamentu, dále určité smlouvy v oblasti mezinárodního práva jsou podřízeny fakultativnímu referendu. V tomto případě je pro přijetí nutná většina hlasů.
—Přehled politických práv ve Federaci

### Lidová iniciativa
Občané mohou vyvolat rozhodnutí o změnách, které si přejí uplatnit v ústavě. Pro provedení takové iniciativy jsou potřebné podpisy 100,000 voličů, sesbírané do 18 měsíců.
Lidová iniciativa může být formulována jako všeobecný návrh, nebo – jak se častěji děje – jako přesná formulace textu, jehož znění nemůže pak být změněno ani parlamentem, ani vládou.
Správa někdy odpovídá na takovou iniciativu s proti-návrhem (který je zpravidla umírněnější) v naději, že lid a státy jej budou při hlasování preferovat.
Od roku 1987 je možné hlasovat „dvojitým ano“, kterým voliči mohou přijmout jak iniciativu tak proti-návrh. Rozhodující otázkou (uvedenou na hlasovacím lístku, pozn. překl.) mohou voliči určit, který text bude uveden v platnost, pokud oba přijme jak lidová většina tak většina států (kantonů, pozn. překl.).
Lidové iniciativy nepocházejí ani od parlamentu, ani od vlády, ale od občanů samých; ti jsou totiž považování za určující sílu přímé demokracie.
—Přehled politických práv ve Federaci

### Referendum
Lid je oprávněn vyslovit se (t.j. rozhodnutí změnit nebo zavrhnout, pozn. překl.) k rozhodnutí Parlamentu, které bylo učiněno.
Federální právo, všeobecně závazná rozhodnutí federace a státní smlouvy uzavřené na neurčitou dobu jsou podřízeny fakultativnímu referendu: v tomto případě je lidové hlasování provedeno jestliže jej vyžaduje 50,000 občanů. jejich podpisy musí být shromážděny během 100 dnů od publikace rozhodnutí. Referendum odpovídá právu veta a způsobuje pozdržení a kontrolu politického procesu blokací úprav přijatých parlamentem nebo vládou, nebo odložení počátku jejich platnosti – proto je referendum také často označováno jako „brzda“ použitá lidem.
—Přehled politických práv ve Federaci

### Petice
Všechny osoby schopné úsudku – tedy ne jenom voliči – jsou oprávněni podat žádosti, návrhy a stížnosti veřejné správě.
Orgány správy jsou povinny věnovat řádnou pozornost těmto peticím; odpověď na ně sice není povinná, ale v praxi je každá petice projednána a zodpovězena. Petice se může vztahovat na jakoukoliv činnost veřejné správy.
—Přehled politických práv ve Federaci

#### Všeobecné
- Politika na oficiálních stránkách Švýcarska (dostupné v osmi řečech)
- Politische Rechte Švýcarské zákony a nařízení, aktuální stav Politických práv, části Spolkového práva:
- Andreas Kley: Politická práva v Historickém lexikonu Švýcarska (online v třech jazycích (de, fr, it))

#### Vědecké instituty
Renomované instituty zabývající se vlivem politických práv a participace občanů na efektivitu ekonomiky, politiky a spokojenost společnosti – specializovaná a multidisciplinární studia, dokumentace, komparatistika:
- c2d.ch C2D Aarau / Uni Zürich (dříve Uni Genève) – politické a právní podmínky, dokumentace online
- zdaarau.ch ZDA Zentrum für Demokratie Aarau (Centre for Democracy Studies) / Uni Zürich, Fachhochschule Nordwestschweiz
- iew.unizh.ch/grp/frey IEW Uni Zürich – ekonomie, sociologie, politika (from behavioral economics to political economics, happiness, economy, institutions)
- unifr.ch/finwiss Uni Fribourg – politika, finance
- siaw.unisg.ch/kirch SIAW Uni St.Gallen / HSG – ekonomie, ekonometrie, politika
- federalism.ch IF Uni Fribourg – právní stát, ústavní právo, federace, decentralizace, práva a integrace menšin